# Compstat
Compstat (förkortning för COMPuter STATistics eller COMParative STATistics) är New York-polisens styrnings- och ansvarighetsprocess, för att minska brottslighet och öka effektiviteten inom polisen. Sedan införandet 1994 har anammats av flera polisorganisationer, både inom USA och internationellt. Compstat använder sig av geografisk informationsteknik för att kartlägga brott och identifiera problem. Under möten varje vecka får högre polischefer träffa företrädare för en av New Yorks boroughs (kommuner) för att diskutera problem, lägga fram strategier och taktik för att lösa uppkomna situationer. Motsvarigheter utanför polisyrket är Sex Sigma och Totalkvalitet-systemen. 
Ursprungssystemet var inte datoriserat, men efter hand har kommersiella aktörer skapat nyckelfärdiga programpaket (inklusive för mobila enheter) av Compstat.

## Utbredning
Compstat används av polisen i flera större amerikanska städer, inklusive MPDC i Washington, DC (systemet visas i TV-serien The District, fast där kallas det "ComStat")Los Angeles,,
Philadelphia,
Austin,
San Juan, 
San Francisco och
Baltimore, Maryland (systemet visas i TV-serien The Wire, fast där kallas det "ComStat." I verkligheten kallas Baltimores system Citistat.).
I Kanada används systemet av Vancouvers polis sedan år 2006.

## Historia
Compstat uppfanns av polisbefälet Jack Maple när han jobbade inom New Yorks tunnelbanepolis i början av 1990-talet. Då bestod systemet (som då kallades ”Charts of the future”/”Framtidens kartor”)  av att spåra brott genom att sätta nålar i kartor för att upptäcka mönster i brottsligheten och skicka poliser till rätt ställen.. Genom att placera om polisstyrkorna efter mönstren, sjönk rånen i tunnelbanan från 1200 per år till 12 per år.
Chefen för New Yorks tunnelbanepolis under Maples tid där, William J. Bratton, lade märke till framgångarna. När Bratton blev befordrad till polischef 1994 av Rudy Giuliani, tog han med sig Maple och gav honom tjänsten som vice polischef. Systemet datoriserades och kallades Compstat. Maple lyckades efter visst motstånd få polisorganisationen att anamma Compstat, och det fick snart ryktet att ha sänkt brottsligheten med 60 %. 

## Systemets utformning

### Veckovisa brottsrapporter
Varje vecka sammanställer personal från New York-polisens 76 polisdistrikt och andra avdelningar (bland annat tunnelbanan) statistiska översikter över begångna brott, gripanden och utryckningar i sina respektive områden, samt en rapport över viktiga fall, mönster i brottsligheten och polisaktiviteter. Förutom de åtta brottstyperna som FBI:s Uniform Crime Reports samlar in information om (mord, dråp, våldtäkt, inbrott, grov misshandel, stöld, bilstöld och mordbrand), avhandlar Compstat också skottskador och gripanden som involverar vapen. Utryckningar och gripanden täcks också. Enligt teorin om Broken Windows ingår också att polisen fokuserar på mindre överträdelser, såsom fylleri, urinering på allmän plats, tiggeri, prostitution och störande av allmän ordning, eftersom det har visat sig leda till större ordning överlag.
Denna data vidarebefordras till polisens Compstat-avdelning, där informationen förs in i en databas för hela staden. Datan analyseras i en gemensam rapport, där också jämförelser med olika tidigare perioder görs för viktiga mätvärden. Distrikcheferna och högre polisbefäl kan därefter lätt hitta kommande och etablerade trender i brottslighet, liksom avvikelser och anomalier. Rapporten underlättar också jämförelser i antalet anmälningar och gripanden för olika kategorier mellan distrikten.
Resultaten från Compstat-rapporten ges varje vecka till borgmästaren, och var fjärde månad samlas delar av datan och annan fakta i en kvartalsrapport till borgmästaren, som inkluderar den i sin rapport över staden. Detta gör att personal på alla nivåer kan utvärdera polisens effektivitet.

### Ansvar
Compstat-systemet inbegriper nio veckovisa brottsstrategiska möten. Dessa möten ökar informationsflödet mellan högre chefer och chefer i yttre tjänst. Många av diskussionerna utgår ifrån informationen från datoranalyserna av statistik och geografisk information i Compstat-rapporterna. Detta är en viktig del av Brattons övergripande, interaktiva managementstrategi: öka ansvaret hos de yttre befälen genom att ge dem avsevärd frihet och stora resurser, samtidigt som de får full insikt i brottslighet och faktorer som ökar livsmiljön för boende i deras distrikt. De yttre befälen återrapporterar också vilken taktik som givit bäst resultat. Systemet ger högre chefer stora möjligheter att utvärdera mellanchefernas förmågor och effektivitet.

### Rapporter över befäl
Compstat-avdelningen framställer också rapporter över polisbefälen. Dessa veckovisa rapporter hjälper högre polischefer att utvärdera polisebefälen utifrån en rad egenskaper. Rapporterna innehåller information om befälets karriär, inklusive specialutbildning, senaste utvärdering och placering inom kåren. Dessutom ingår data som inte kretsar kring kriminalitet: mängden övertid hos personal under befälets ansvar, olyckor inom distriktet, sjukdagar och klagomål från allmänheten.
Utöver det inkluderas också information om personalens demografi. Med den datan utvärderas hur väl befälet motiverar och hanterar personalresurser. Därtill används den ofta som en morot för befäl att jämföra sina framgångar med andras.

### Brottsstrategimöten
Två gånger varje vecka har man brottsstrategimöten i en högteknologisk lokal på den centrala polisstationen. Till dessa möten kommer befäl i alla distrikt och andra avdelningar inom ett givet borough, inklusive chefer för olika specialistutredningsavdelningar. Beroende på resultaten i den veckovisa brottsrapporten kan varje befäl förvänta sig att hålla sitt brottsstrategimöte omkring en gång per månad. Dessutom medverkar distriktsåklagare, företrädare för säkerheten vid den lokala skolnämnden och andra myndigheter som har med brottsbekämpning att göra, socialtjänst, internutredare, etc. Den breda närvaron gör det lättare att se problemen som något som ska lösas gemensamt. Eftersom höga chefer är närvarande och ögonblickligen kan styra resurser efter besluten vid mötet, tenderar hinder och fördröjningar att vara små.
Under befälens presentationer används flera samtidiga videoprojiceringar av Compstats kartläggning av brottsplatser, gripanden, grafer, tabeller och liknande, för att visa på viktiga zoner att koncentrera sig på. Högre chefer har också möjlighet att ställa frågor till befälen om brott och gripanden, liksom om enskilda fall och projekt de driver. Befälen förväntas ha detaljerad kunskap om brotten och livsmiljöproblem inom deras distrikt, och att utforma flexibla taktiker för att ta itu med sådana problem.

### Fotnoter
1. ↑  ”Compstat”. The Metropolitan Police Department Washington, DC. http://mpdc.dc.gov/mpdc/site/default.asp?mpdcNav_GID=1523&mpdcNav=%7C31417. Läst 24 april 2010.[död länk]
2. ↑  ”Compstat”. The Los Angeles Police Department. http://www.lapdonline.org/search_results/content_basic_view/6363. Läst 29 mars 2010.
3. ↑  ”Compstat Process”. Philadelphia Police Department. Arkiverad från originalet den 4 juli 2014. https://web.archive.org/web/20070114013231/http://www.ppdonline.org/hq_compstat.php. Läst 29 mars 2010.
4. ↑  ”Compstat Reports”. City of Austin. Arkiverad från originalet den 29 juli 2014. https://web.archive.org/web/20140729150439/http://www.austintexas.gov/page/compstat-reports. Läst 29 mars 2010.
5. ↑  Alvarez, Lizette (20 juni 2011). ”Murder Rate and Fear Rise in Puerto Rico”. The New York Times. http://www.nytimes.com/2011/06/21/us/21crime.html.
6. ↑  ”SFPD Compstat”. San Francisco Police Department. Arkiverad från originalet den 8 april 2010. https://web.archive.org/web/20100408001247/http://www.sf-police.org/index.aspx?page=3254. Läst 29 mars 2010.
7. ↑  ”Baltimore CitiStat”. City of Baltimore. http://baltimorecity.gov/Government/AgenciesDepartments/CitiStat.aspx. Läst 29 mars 2010.
8. ↑  ”Software and a 'hot seat' are new tools for fighting crime” (på engelska). canada.com. 3 oktober 2006. http://www.canada.com/story_print.html?id=dbd94c25-92e6-4a6b-99df-470d32e25033&sponsor=. Läst 15 februari 2015.
9. ↑  Scott, Liz (Dec. 2001nummer=16-18). ”Jack Maple: The “Fat Man” as Crime Fighter.”. New Orleans Magazine 1.. Research Library. ProQuest. Dunagan Library, Odessa, Texas. 9 april 2009, http://www.proquest.com/
10. ↑  ”Obituaries: Jack Maple.”. 13 augusti 2001. Research Library. ProQuest. Dunagan Library, Odessa, Texas, 9 april 2009, http://www.proquest.com/
11. ↑  ”Därför klarar vi inte att lära av New York”. http://www.svd.se/darfor-klarar-vi-inte-att-lara-av-new-york. Läst 1 juli 2016.

### Allmänna källor
- Crime and Restoring Order: What America Can Learn from New York's Finest by William J. Bratton
- The Growth of Compstat in American Policing By David Weisburd, Stephen D. Mastrofski, Rosann Greenspan, and James J. Willis
- Compstat and Organizational Change in the Lowell Police Department
- Steven Levitt's Understanding Why Crime Fell in the 1990s: Four Factors that Explain the Decline and Six that Do Not
- The Trouble With Compstat
- Ford Foundation Report: "Mapping Crime in Philadelphia" Winter 2001
- Compstat AND CITISTAT: SHOULD WORCESTER ADOPT THESE MANAGEMENT TECHNIQUES?
- Crime Analysis Reporting and Mapping for Small Agencies: A Low-cost and Simplified Approach
- New York City TrafficStat